# Agua Rica
Agua Rica es un proyecto minero ubicado a unos 17 km al norte de la localidad de Andalgalá, cabecera del departamento homónimo, en el sector sur de la Sierra del Aconquija, en la provincia de Catamarca, en el noroeste de Argentina.
Se trata de una explotación de oro, cobre, plata y molibdeno en una zona de difícil acceso, con alturas superiores a 3300 m s. n. m. La instalación se ubica a unos 35 km. hacia el este de Bajo de la Alumbrera, uno de los principales proyectos de minería de gran escala (megaminería) a nivel mundial.

## Geología y mineralización
Según el Informe de Impacto Ambiental (IIA) presentado en abril del 2007 por Minera Agua Rica, operadora del proyecto:

El marco geológico general alrededor del área del proyecto está dominado por rocas del Complejo Volcánico Farallón Negro, que se formó hace 12,6 a 8,5 millones de años y se caracteriza por erupciones basálticas y dacíticas provenientes de varios centros volcánicos.
El depósito de Agua Rica es un yacimiento mineral grande, de mediana ley definido como: un pórfido de cobre-molibdeno-oro. El principal mineral de cobre es la covelina, una forma de sulfuro de cobre. Hasta octubre del 2006, las reservas minerales probadas y probables de Agua Rica eran 731 millones de toneladas (0,50% de cobre, 0,033% de molibdeno y 0,23 gramos/tonelada de oro).”

La información que aporta la Secretaría de Minería de la Nación sobre la presencia de oro y cobre prácticamente duplica los valores informados en el IIA proporcionado los la empresa minera:

Es un típico depósito de cobre-oro porfídico. La mineralización aparece relacionada a 2 stocks terciarios de pórfidos andesíticos. Ocupa más de 15 km² y en profundidad muestra una capa superficial lixiviada, una zona secundaria enriquecida de más de 100 m de espesor y finalmente la mineralización primaria. La zona secundaria presenta calcosina y covelina y en promedio contiene 1,10 % de cobre y 0,4 g/t de oro.

## Reservas minerales
Según un informe de la Comisión de Minería de la Cámara de Diputados de la Nación, 

En abril/2000, Northern Orion [entonces a cargo del proyecto] dio a publicidad los nuevos valores de reservas medidas e indicadas que suman 1714 millones de toneladas con 0,43% cobre; 0,17 g/tn oro; 3 g/tn plata y 0,032 % Molibdeno. La ley de corte es de 0,20% de cobre.

Sobre el mismo tema, la Secretaría de Minería de la Nación señala que según una estimación más reciente 

... la propiedad contiene cerca de 750 millones de toneladas con ley de 0,62% de cobre, 0,23 g/t de oro, 3,2 g/t de plata y 0,037% de molibdeno con una ley de corte de 0,4% de cobre

## Inversión
La Comisión de Minería de la Cámara de Diputados de la Nación, señala que el proyecto demanda una inversión inicial estimada de $ 1.000 millones.
La Secretaría de Minería de la Nación reproduce la información brindada por Northern Orion Explorations, anteriores propietarios del proyecto, señalando que la construcción demandaría una inversión que variaría entre U$S 150 millones y U$S 500 millones, dependiendo de la modalidad de operación que se definiera para la explotación.

## Conflictos
El proyecto de Agua Rica fue considerado uno de los más importantes de Argentina aun antes del comienzo de su etapa de producción. Desde la Fundación para el Desarrollo de la Minería Argentina, se afirmaba que Agua Rica tenía potencial para triplicar la importancia de Bajo de la Alumbrera, durante muchos años considerada la mayor explotación minera en Argentina. Entre ambas explotaciones existe una distancia de aproximadamente 34 km por lo que las comunidades de la zona, fundamentalmente los habitantes de Andalgalá, tenían conocimiento directo de las implicancias de la presencia de un proyecto de megaminería, desde los primeros conflictos con Minera La Alumbrera que había comenzado su operación en el año 1995.
La organización civil "Mapa de Conflictos Mineros" resume la cronología de los conflictos sociales en la localidad de Andalgalá en relación con la minera Agua Rica, a través de un listado de 59 notas periodísticas aparecidas en distintos medios entre el 14 de diciembre de 2009 y el 30 de agosto de 2013.
Uno de los ejes del conflicto está relacionado directamente con el agua, en una zona caracterizada por la aridez y donde los pobladores conservan una cultura histórica del cuidado del recurso hídrico. Aún el Informe de Impacto Ambiental presentado por la empresa Minera Agua Rica en abril de 2007, señala respecto de las aguas superficiales:

Después que Quebrada Minas sea interceptada y todo el drenaje del área de la mina sea desviado hacia la pileta de almacenamiento en el tajo, la cantidad de agua superficial que sale de la mina disminuirá. Una reducción de agua en el Río Minas tiene el potencial de disminuir los flujos de agua en dirección aguas abajo del Río Andalgalá ... lo cual, a su vez, podría tener efectos adversos en la agricultura, la economía local y la calidad de la vida humana. El hábitat y la vida acuática también podrían verse afectados por los cambios en los caudales de agua.(pág. 38)

Sobre la calidad y cantidad del recurso de aguas subterráneas, el mismo Informe de Impacto Ambiental señala:

Se espera que la extracción del agua subterránea del acuífero Campo Arenal disminuya la cantidad de agua descargada en el Río Santa María en 1,6 L/s, y en Río Nacimientos en 8,4 L/s. ... Se esperan reducciones más grandes en las tasas de flujos mensuales en el Río Nacimientos, variando de 4% a 12%, con los cambios más grandes en los flujos normales de ambos ríos durante los meses más secos.(pág. 39)

El recurso energético, específicamente la energía eléctrica, constituye una cuestión básica en la controversia respecto a la implantación de proyectos de megaminería. Se estima que un proyecto como Agua Rica demandaría más energía eléctrica que la necesaria para satisfacer los requerimientos de una población de 300.000 habitantes.
La instalación en un área relativamente pequeña de importantes explotaciones como Bajo de la Alumbrera y su posterior extensión Bajo El Durazno, Farallón Negro y Agua Rica aseguraba la potencial riqueza del recurso metalífero de la zona. Hacia finales del año 2005, se entregó en concesión un área de más de 4000 hectáreas a la empresa Billinton Argentina para el desarrollo del proyecto Pilciao 16, aledaño a Agua Rica. El área concesionada abarcaba parte del casco urbano de la localidad de Andalgalá.
La legislación vigente en Argentina posibilita esta afectación, ya que “la explotación de las minas, su exploración, concesión y demás actos consiguientes, revisten el carácter de utilidad pública” tal como indica el informe emitido por la Subsecretaría de Comercio Internacional en el año 2010. Los concesionarios pueden, por ejemplo, establecer las limitaciones de dominio (servidumbres) que crean convenientes o exigir la venta forzosa de los terrenos que les sean necesarios. 
Hacia finales del año 2009 comenzaron las tareas preliminares, lo que provocó el asombro y luego la indignación de los ciudadanos de Andalgalá.
En septiembre de 2010, luego de meses de tratativas y conflictos, la organización “ALDEAH : Alternativas para un Desarrollo Ecológico, Autodeterminado y Humano” publicó un comunicado, que, entre otros conceptos afirma:

Los mismos pobladores que ya sufren los impactos de la mina de Bajo el Alumbrera, ubicada a 35 kilómetros en línea recta de la ciudad, están, en su mayoría, en total desacuerdo con los actuales proyectos mineros, entre los cuales el proyecto de Agua Rica (explotación prevista de cobre, molibdeno y oro, a 16 km), el de Filo Colorado (explotación de uranio, a 9 km) y otros proyectos de cateo que abarcan la integralidad de la ciudad (uno de ellos, denominado Pilciao 16, se ubica bajo la plaza principal!).

Hacia fines de enero de 2011 el proyecto Pilciao 16 fue cancelado definitivamente.
En marzo de 2016, la Corte Suprema de Justicia de la Nación hizo lugar a un recurso presentado por pobladores de Andalgalá y ordenó que la Justicia de la Provincia de Catamarca debía admitir el recurso de amparo que previamente había rechazado, en el sentido de detener la actividad de la empresa minera hasta tanto se aprobaran en su totalidad —y no en forma condicional o parcial—, el Informe de Impacto Ambiental (IIA) y la Declaración de Impacto Ambiental (DIA). En esta línea, la Corte destacó el hecho de que ambos instrumentos son fundamentales para el cumplimiento de la normativa vigente, deben ser realizados y verificados con rigor científico, deben contar con la participación de la comunidad y deben estar completamente aprobados antes del inicio de cualquier actividad.
Hacia fines de agosto de 2016 —en cumplimiento de lo indicado por la Corte Suprema de la Nación—, la justicia provincial falló a favor del amparo presentado por los pobladores. Los primeros días de septiembre de 2016, mediante la Ordenanza 029/2016, el Concejo Deliberante local dispuso una serie de prohibiciones que en la práctica implican la cancelación de la actividad de la minera en las condiciones presentes. 